# Barbera d’Alba
Barbera d’Alba ist ein italienischer Rotwein aus der Hügellandschaft rund um die Stadt Alba (Provinz Cuneo) in der Region Piemont. Der Wein besitzt seit 1970 eine „kontrollierte Herkunftsbezeichnung“ (Denominazione di origine controllata – DOC), die zuletzt am 28. April 2015 aktualisiert wurde.

## Anbau
Zugelassene Rebflächen befinden sich in der Provinz Cuneo in den Gemeinden Alba, Albaretto della Torre, Barbaresco, Barolo, Borgomale, Camo, Canale, Castagnito, Castellinaldo, Castiglione Falletto, Castiglione Tinella, Castino, Corneliano d’Alba, Cossano Belbo, Diano d’Alba, Govone, Grinzane Cavour, Guarene, Magliano Alfieri, Mango, Monforte d’Alba, Montelupo Albese, Monticello d’Alba, Neive, Neviglie, Novello, Perletto, Piobesi d’Alba, Priocca, Rocchetta Belbo, Roddi, Roddino, Rodello, Santo Stefano Belbo, Santa Vittoria d’Alba, Serralunga d’Alba, Sinio, Treiso, Trezzo Tinella, Verduno und Vezza d’Alba sowie in Teilbereichen der Gemeinden Baldissero d’Alba, Bra, Cortemilia, Cherasco, La Morra, Monchiero, Montà, Montaldo Roero, Monteu Roero, Narzole, Pocapaglia, Santo Stefano Roero und Sommariva Perno.
Im Jahr 2018 wurden insgesamt 84.569 hl DOC-Wein erzeugt.

## Produktionsvorschriften
Der Barbera d’Alba wird zu 85–100 % aus der Rebsorte Barbera gekeltert. Die Rebsorte Nebbiolo darf zu einem Anteil von 0–15 % zugefügt werden.
Eine Mindestausbauzeit ist nur für den Barbera d’Alba Superiore vorgeschrieben. Dieser muss 12 Monate lagern – davon mindestens vier Monate im Holzfass – bevor er vermarktet werden darf. Nach einigen qualitativen Schwierigkeiten sind die Weine seit den 1980er Jahren wieder verlässlich gut.

## Beschreibung
Laut Denomination (Auszug):
- Farbe:  rubinrot, bei Alterung mit Tendenz zu granatrot
- Geruch: intensiv und charakteristisch, der bei Alterung dazu neigt, ätherisch zu werden
- Geschmack: trocken, körperreich, durch angemessene Lagerung harmonischer, angenehm, voller Geschmack
- Alkoholgehalt: mindestens 12,0 Volumenprozent, bei Riserva 12,5 %
- Gesamtsäuregehalt: mind. 4,5 g/l
- Trockenextraktgehalt: mind. 23 g/l